# Pandolfo III di Salerno
Pandolfo III di Salerno (... – 1052) fu, per pochi giorni nel 1052, principe longobardo di Salerno.

## Biografia
Era figlio di Pandolfo V, conte di Teano e principe di Capua.
Fu messo sul trono del principato di Salerno dai cognati del principe Guaimario IV, da loro assassinato in una congiura, con l'aiuto degli amalfitani, il 3 giugno del 1052. Istigato dai suoi stessi "elettori", Pandolfo e i suoi scagnozzi si misero alla caccia dei familiari del suo predecessore, che s'erano rifugiati nel Castello di Arechi. Dopo averli scovati e costretti alla resa, uccidendoli o riservando loro il carcere duro, diede inizio alla gestione del potere.
Ma, a causa della sua impopolarità, Pandolfo ebbe subito i giorni contati. Infatti il conte Guido, uno dei figli di Guaimario, riuscito per miracolo a sfuggire agli aguzzini, era corso a rifugiarsi dai normanni Umfredo di Puglia e Riccardo d'Aversa; con loro venne pochi giorni dopo sotto le mura di Salerno, e alcuni cittadini aprirono loro le porte della città nella notte fra l'11 e il 12 giugno.
Pandolfo III e i suoi familiari si rifugiarono a loro volta nel castello, dal quale uscirono dopo aver parlamentato con Guido che, una volta ripreso il controllo della città, aveva promesso loro la salvezza in cambio della loro immediata partenza, e la liberazione di Gisulfo, figlio del predecessore; ma i Normanni, leali a Guaimario IV fin oltre la morte, non furono dello stesso avviso: trucidarono immediatamente Pandolfo insieme a 36 congiurati, tanti quante furono le coltellate trovate sul corpo di Guaimario. Sul trono di Salerno salì Gisulfo II.